# 木蓼属
木蓼属（学名：Atraphaxis）是蓼科下的一个属，为矮灌木植物。该属共有25种，分布于北非、欧洲东南部、喜马拉雅至西伯利亚。